# Seconda guerra barbaresca
La seconda guerra barbaresca (1815) - nota anche come la guerra di Algeri o guerra algerina - fu la seconda delle due guerre barbaresche combattute tra gli Stati Uniti e le reggenze ottomane di Algeri, Tripoli e Tunisi, conosciute collettivamente come Stati barbareschi. In questa occasione, alle forze statunitensi si unirono quelle del Regno Unito di Gran Bretagna e Irlanda e il Regno Unito dei Paesi Bassi. La guerra si concluse con la fine dell'usuale pratica americana di pagare tributi agli Stati barbareschi, segnando così la fine delle attività corsare in quella regione, che imperversava in lungo e in largo durante il dominio ottomano (XVI-XVIII secolo). Nel giro di decenni, le potenze europee riuscirono a costruire navi molto più sofisticate e costose che i corsari barbareschi non sarebbero mai riusciti a uguagliare in quantità o qualità tecnologica.

## Antefatti
Dopo la vittoria nella prima guerra barbaresca (1801–1805), l'attenzione degli Stati Uniti venne a concentrarsi sulle sue relazioni ormai deteriorate con il Regno Unito riguardo al commercio con la Francia, che culminò nella guerra del 1812. Gli "Stati corsari" barbareschi sfruttarono questa situazione per ritornare ad attaccare le navi mercantili americane che transitavano nel Mar Mediterraneo, facendo prigionieri gli equipaggi e gli ufficiali per poi chiederne il riscatto.

### Pagamento del riscatto
Incapaci di dedicare risorse militari e far valere la propria volontà politica, data la situazione, gli Stati Uniti senza opporre resistenza ripresero a pagare il riscatto onde riottenere i prigionieri. Allo stesso tempo, le maggiori potenze europee erano ancora invischiate nelle guerre napoleoniche che terminarono soltanto nel 1815.

### Dichiarazione di guerra
L'espulsione delle navi americane dal Mediterraneo durante la guerra del 1812 da parte della forza navale britannica incoraggiò ulteriormente gli Stati corsari. Umar ben Muhammad, Dey di Algeri, il "pascià Omar" del trattato del 1815, espulse il console generale statunitense Tobias Lear, dichiarando guerra agli Stati Uniti per il mancato pagamento dei tributi richiesti. 

## Risposta degli Stati Uniti
Conclusa la guerra del 1812, l'America ancora una volta volse la sua attenzione al Maghreb. Il 3 marzo 1815, il congresso degli Stati Uniti autorizzò il dispiegamento delle sue forze navali contro Algeri, e così una flotta di dieci navi venne inviata sotto il comando del commodoro Stephen Decatur Jr. e William Bainbridge, entrambi veterani della prima guerra barbaresca. La flottiglia di Decatur partì per il Mediterraneo il 20 maggio del 1815, mentre quella di Bainbridge restò ancora in fase di preparazione, e non partì se non il 1º luglio, perdendo perciò le iniziative militari e diplomatiche che Decatur condusse prontamente e in modo deciso. 

### Negoziati
Presto, attraversato lo stretto di Gibilterra in rotta verso Algeri, la flotta di Decatur si imbatté nella nave ammiraglia algerina Meshuda, e, dopo un'improvvisa manovra, la catturò (17 giugno 1815). Non molto più tardi, la flottiglia americana allo stesso modo catturò il brigantino algerino Estedio. Nell'ultima settimana di giugno, le navi americane giunsero ad Algeri iniziando i negoziati con il Bey. Dopo insistenti richieste di nuove indennità miste a minacce di distruzione il Bey capitolò.
In base ai termini del trattato firmato a bordo della Guerriere nella Baia di Algeri, il 3 luglio 1815, Decatur acconsentì di restituire la Meshuda e la Estedio, mentre gli algerini dovevano restituire tutti i prigionieri americani, stimati a circa dieci; un significativo numero di prigionieri europei vennero scambiati con circa cinquecento sudditi del Dey insieme a 10000 $ come pagamento per le unità navali catturate. Il trattato garantiva la fine di ogni pretesa di tributo, conferendo agli Stati Uniti pieni diritti di navigazione.

## Sconfitta del Bey
Presto dopo esser salpato per Tunisi onde negoziare un trattato similare con il Bey di Tunisi e fare rispettare i precedenti accordi fatti con il Pascià di Tripoli, il Dey ripudiò il trattato. L'anno successivo una flotta anglo-olandese, sotto il comando dell'ammiraglio britannico Edward Pellew (primo visconte di Exmouth), effettuò un bombardamento punitivo di 9 ore su Algeri. L'attacco immobilizzò molti dei corsari del Dey, costringendolo così a un secondo trattato che riconfermava le condizioni precedenti imposte da Decatur. Inoltre, il Dey accettò di porre fine alla pratica di fare schiavi i cristiani.

## Conseguenze della guerra
Diversamente dalla prima guerra barbaresca, dove le nazioni europee si trovavano impegnate a farsi guerra fra loro (e gli USA contro l'Inghilterra) non ci fu più nessun guerra generale europea dopo la seconda guerra barbaresca. Di conseguenza l'età del colonialismo e dell'imperialismo permise agli europei di accrescere le loro risorse e affrontare così la potenza barbaresca nel Mediterraneo senza problemi.
Nel corso del secolo, Algeri e Tunisi divennero colonie della Francia, rispettivamente nel 1830 e nel 1881, mentre Tripoli ritornò sotto il controllo dell'impero ottomano nel 1835. 
Nel 1911, traendo profitto dal declino dall'impero ottomano, l'Italia con la guerra italo-turca, conquistò la Tripolitania e la Cirenaica facendone la colonia della Libia. Gli europei ebbero il controllo e il governo dell'Africa nord-orientale fino alla metà del XX secolo. Da allora, le navi da guerra corazzate del tardo XIX e quelle del XX secolo assicurarono il dominio europeo del Mediterraneo.